# BK Skjold
Le Boldklubben Skjold est un club de football danois basé à Copenhague.

## Histoire
Le Boldklubben Skjold est fondé en 1915.

### Football masculin
Le club fait ses débuts en troisième division danoise lors de la saison 2001-2002 à l'issue de laquelle il est sacré champion. De 2003 à 2005, le BK Skjold se classe dans le top 10 du championnat de deuxième division avant de se classer à une quinzième place synonyme de relégation en 2005-2006. Le club évolue depuis en troisième division.
La meilleure performance du BK Skjold en Coupe nationale est un quart de finale en 2005.

### Football féminin
L'équipe féminine joue en première division danoise des saisons 2006-2007, 2008-2009 et 2010-2011, ne parvenant jamais à se maintenir dans l'élite.
L'équipe atteint pour la première fois la finale de la Coupe du Danemark de football féminin en 2012 ; elle est battue sur le score de 4-0 par le Brøndby IF.

## Palmarès
- Champion de troisième division danoise 2001-2002

## Logos du club

Logo n°1
Logo actuel